# Begynnelsevärdesproblem
Begynnelsevärdesproblem är inom matematik, och då särskilt inom området differentialekvationer, problemet att hitta en lösning till en ordinär differentialekvation som har ett givet värde, kallat initialtillstånd eller begynnelsevärde, för en given punkt i systemets definitionsmängd. 
Inom fysik och andra vetenskaper innebär modellering av ett system ofta lösning av ett begynnelsevärdesproblem. I detta sammanhang är differentialekvationen en tidsutvecklingsekvation som anger hur, givet initialvillkoren, systemet förändras över tiden.